# Real Santuario del Santísimo Cristo de La Laguna
Real Santuario del Santísimo Cristo de La Laguna (Santuário Real do Santísimo Cristo de La Laguna), é uma igreja católica localizada na cidade de San Cristóbal de La Laguna (Tenerife, Ilhas Canárias, Espanha).
A igreja é famosa por abrigar a venerada imagem do Santísimo Cristo de La Laguna, que tem uma grande reverência em todo o arquipélago. Este templo longo de sua história foi enriquecida pelos Papas indultos concedidos à Basílica de São João de Latrão, em Roma. Em 1906, o rei da Espanha, Alfonso XIII deu título real para o santuário.
A imagem de Cristo é o século XVI e foi esculpida em Flandres. O Fiesta de Cristo de La Laguna é no dia 14 de Setembro.

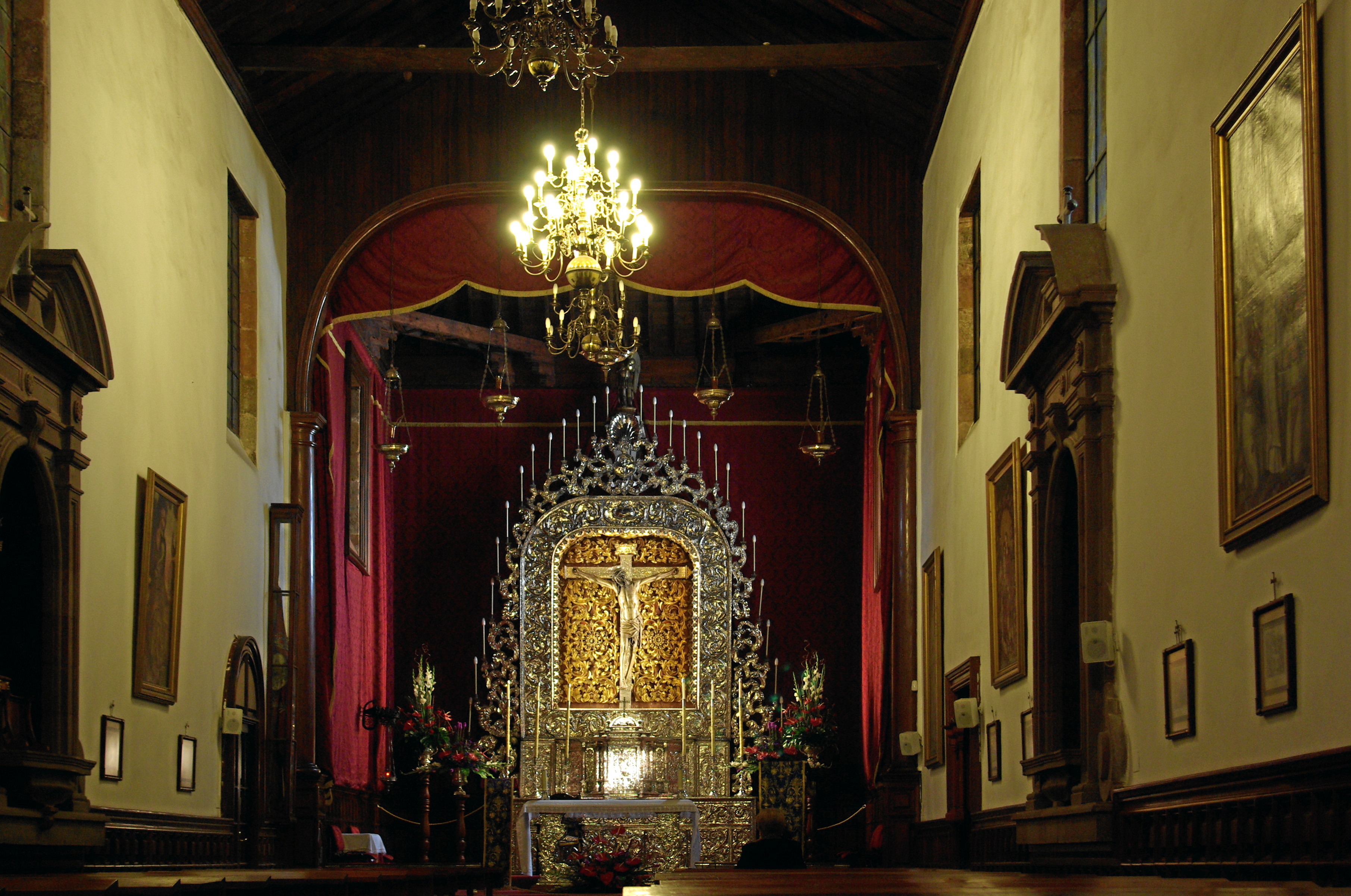
Dentro da igreja.
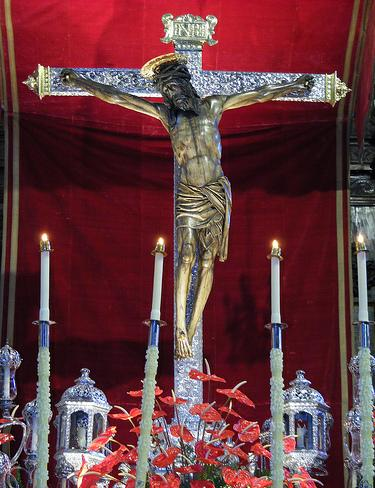
Santísimo Cristo de La Laguna.